# John Sherman
John Sherman, född 10 maj 1823 i Lancaster, Ohio, USA, död 22 oktober 1900 i Washington, D.C., var amerikansk republikansk politiker. Han kallades The Ohio Icicle. Generalen William Tecumseh Sherman och bankmannen Hoyt Sherman var hans bröder. 1890 års antitrustlag Sherman Antitrust Act fick sitt namn efter John Sherman.
Han inledde sin karriär 1844 som advokat i Mansfield. Han gifte sig 1848 med Margaret Sarah Stewart, dotter till en domare i Ohio. Han inledde sin politiska karriär i whigpartiet. Han var delegat till whig-partiets partimöten 1848 och 1852. Två år senare gick han med i det nya republikanska partiet. Han var republikansk ledamot av USA:s representanthus från Ohio 1855–1861.
När Salmon P. Chase avgick från USA:s senat för att bli Abraham Lincolns finansminister, blev Sherman senator i stället. Han var ledamot av senaten 1861–1877 och 1881–1897. Han var president pro tempore 1885–1887 och skrev USA:s äldsta antitrustlag 1890.
Sherman tjänstgjorde som USA:s finansminister 1877–1881 under president Rutherford B. Hayes och som USA:s utrikesminister 1897–1898 under president William McKinley.
Han förlorade utnämningen som republikanernas presidentkandidat 1880 till sin egen kampanjchef James A. Garfield, 1884 till James G. Blaine och 1888 till Benjamin Harrison.
Han lämnade det offentliga livet 1898 och dog tre år senare i Washington. Hans grav finns på Mansfield City Cemetery i Mansfield, Ohio.